# Abrudbánya
Abrudbánya (románul Abrud, németül Gross-Schlatten vagy Altenburg, római neve Abrutus, majd Auraria Maior, szászul Grissa) város Romániában, Fehér megyében. Erdély egyik legfestőibb történelmi városközpontjával rendelkező helysége.

## Fekvése
Topánfalvától 10 km-re délre, az Erdélyi-érchegységben fekszik.

## Nevének eredete
A latin obrussa (= próbakő) eredete a görög obruda (= aranykiolvasztás) főnévből való. A bánya utótag az arany- és ezüstbányászatra utal.

## Története
A településen a hallstatt kor kései szakaszára jellemző aranyláncot és -karkötőt találtak.
A rómaiak bányászvárost alapítottak ezen a helyen, Abrutus majd Auraria Maior néven. A rómaiak jelenlétére öt sírkő, egy oltár, több halotti érem és szobor, illetve edényleletek mutatnak. A rómaiak jelenlétére az abrudbányai castellum régészeti lelőhely is emlékeztet.
Első ismert birtokosa a Kán nemzetséghez tartozó Yula bán volt.
1271-ben Obruth néven említik, a név későbbi változatai Onrudbania (1320), Zlathnyabánya, alias Abrudbánya 1425), civitas Altenburg (1427), Abrugybánya (1585). A környék ércbányászatának központja, vásáros hely. 1270–1271-ben V. István az erdélyi káptalannak adományozta, 1316-ban azonban egy oklevél tanúsága szerint a magyarigeni és boroskrakkói német telepesek kapták meg, 1320-tól azonban ismét a káptalané lett. 1453-ban V. László egyes bányavárosi jogokat adományozott a településnek, de részben a káptalannak is megmaradtak a jogai. A településen már 1569-ben nyomda működött, melyet Karádi Pál unitárius pap működtetett. A nyomda egyetlen ma ismert terméke a Komédia Balassi Menyhárt árultatásáról, azaz Comoedia Balassi Mennihart arultatasarol, melliel el szakada az Magyar Orszagi masodic valaztot Ianos kiraltul című munka.
1784. november 7-én a települést felkelt román parasztok dúlták fel, magyar lakosságát nagyrészt legyilkolták. A lázadóknak is volt veszteségük: 29 emberük a prédálás és zsákmányolás közben odaveszett.
1849 április-májusában Kossuth követe, Ioan Dragoș román nemzetiségű magyar országgyűlési képviselő béketárgyalásokat folytatott Avram Iancu román nemzetiségi vezetővel, aki hajlott a megegyezésre. Hatvani Imre, egy magyar szabadcsapat parancsnoka azonban fegyveres megoldást keresve május 16-án – a helyzethez képest elégtelen erőkkel – bevonult a városba, majd az ostromló román túlerő hatására május 19-én azt elhagyni kényszerült. A románok a magyar sereget megtámadták és a velük menekülő lakosokkal, valamint Ioan Dragoșsal együtt lemészárolták. Június 11-én és 13-án a Kemény Farkas vezette honvédsereg megverte a román lázadókat.
A trianoni békeszerződésig Alsó-Fehér vármegye Verespataki járásához tartozott.
1850-ben 4200 lakosából 3113 román, 691 magyar, 241 cigány és 130 német volt. 1910-ben 7749 lakosából 6316 román, 1329 magyar és 35 német volt. 2002-ben 6195 lakosából 6080 román, 76 magyar, 33 cigány és 3 német volt.
Jelenleg a városközpontban kétnyelvű (román és magyar) föliratokat is láthat az arra látogató.

## Híres emberek
- Itt született 1814. június 5-én Kagerbauer Antal építész.
- Itt született 1862-ben Ürmössy Kálmán kohómérnök, miniszteri tanácsos.
- Itt született 1876-ban Szlávik Ferenc irodalomtörténész, nyelvész.
- Itt született 1880. április 13-án Ürmösi Károlyné Kántor Gizella magyar költőnő, az Unitárius Irodalmi Társaság tagja.
- Itt született 1926. július 22-én Fazakas Béla magyar orvos, orvosi szakíró.